# Centropolis Entertainment

Logo de Centropolis Entertainment

Centropolis Entertainment anciennement Centropolis Film Productions (jusqu'en 1998) est une société de production cinématographique américaine fondée par Roland Emmerich et sa sœur Ute Emmerich en 1985.
En 2006 la société s'associe avec le producteur Michael Wimer.

## Productions

### Cinéma
- 1984 : Le Principe de l'arche de Noé (Das Arche Noah Prinzip)
- 1985 : Joey
- 1987 : Ghost Chase
- 1990 : Moon 44
- 1992 : Universal Soldier
- 1994 : The High Crusade
- 1994 : Stargate, la porte des étoiles
- 1996 : Independence Day
- 1998 : Godzilla
- 1999 : Passé Virtuel
- 2000 : The Patriot
- 2002 : Arac Attack, les monstres à 8 pattes
- 2004 : Le Jour d'après
- 2007 : Trade
- 2008 : 10 000
- 2009 : 2012
- 2011 : Anonymous
- 2013 : White House Down
- 2015 : Stonewall
- 2016 : Independence Day: Resurgence
- 2019 : Midway
- 2021 : Moonfall

### Télévision
- 1998 : Le Visiteur (The Visitor)